# Pallavolo Padova
El Pallavolo Padua es un equipo de voleibol italiano de la ciudad de Padua.

## Historia
La sección de voleibol del club polideportivo Fondazione Unione Sportiva Petrarca nació en 1970  bajo el nombre de Petrarca Padova y en la temporada 1971-72 disputó su primer campeonato de Serie A1. 
Tuvo su época dorada entre los años final de la década de los 80 y los primeros años 90; gracias a sus buenos resultados en el campeonato italiano se calificó muchas veces a las competiciones europeas menores. Entre la temporada 1987-88 y la 1993-94 disputó cinco finales de la Copa CEV (actual Challenge Cup) la tercera competición europea; perdió las de 1987-88 y 1988-89 ante los rusos del VKA Leningrado (1-3 y 3-0) y las de 1991-92 y 1992-93 ante otros equipos italianos el Pallavolo Parma (0-3) y el Sisley Treviso (0-3).
Por fin el la temporada 1993-94 bajo el mando de Carmelo Pittera y las actuaciones de estrellas como Marco Meoni, Michele Pasinato y Yuri Sapega consiguió ganar el trofeo tras derrotar a los rusos del VK Samotlor por 3-0.
En la temporada 1998-1999 el Petrarca dejó de existir y nació el Sempre Volley Padova; el rendimiento del equipo fue incostante y en 2007-08 descendió a la Segunda División. Regresó en la Serie A1 en la temporada 2013-14 y dos años más tarde se calificó por los playoff por primera vez desde la temporada 2004-05.

## Palmarés
- Challenge Cup (1)

1993-94
2º lugar (4) : 1987-88, 1988-89, 1991-92, 1992-93
3º lugar (1) : 1990-91
- Copa Italia de A2 (1)

2013-14